# NGC 2874
NGC 2874 (również PGC 26740 lub UGC 5021) – galaktyka spiralna z poprzeczką (SBbc), znajdująca się w gwiazdozbiorze Lwa. Odkrył ją William Herschel 15 marca 1784 roku. Oddziałuje grawitacyjnie z sąsiednią NGC 2872. Ta para galaktyk stanowi obiekt Arp 307 w Atlasie Osobliwych Galaktyk.